# Зайцівська сільська рада (Синельниківський район)
| Зайцівська сільська рада — колишній орган місцевого самоврядування у Синельниківському районі Дніпропетровської області з адміністративним центром у с. Зайцеве. Сільській раді були підпорядковані населені пункти: - с. Зайцеве - с. Калинівка - с. Красне - с. Очеретувате - с. Тернове |

## Склад ради
Рада складалася з 16 депутатів та голови.

## Керівний склад сільської ради
| ПІБ                        | Основні відомості                                                                       | Дата обрання | Дата звільнення |
| -------------------------- | --------------------------------------------------------------------------------------- | ------------ | --------------- |
| Левада Інна Михайлівна     | Сільський голова, 1968 року народження, освіта                                          | 26.03.2006   | 15.04.2008      |
| Борисова Світлана Іванівна | Сільський голова, 1968 року народження, освіта, член Партії регіонів                    | 30.11.2008   | 31.10.2010      |
| Борисова Світлана Іванівна | Сільський голова, 1968 року народження, освіта середня спеціальна, член Партії регіонів | 31.10.2010   |                 |

Примітка: таблиця складена за даними джерела